# Tormantos
Tormantos est une commune de la communauté autonome de La Rioja, en Espagne.